# Wolf Kahler
Wolf Kahler, nemški filmski, televizijski in zvočni igralec, * 3. april 1940 Kiel, Tretji rajh.                                                                                                                                                  
Kahler je v letih 1975–2012 igral v številnih televizijskih in filmskih produkcijah v ZDA in Veliki Britaniji v angleškem jeziku. Ena njegovih zgodnjih vlog je bil Kaiser Wilhelm II v pustolovskem filmu Michaela Yorka, Uganka s peskov. Ena njegovih najbolj znanih vlog je bila vloga Hermana Dietricha v filmu "Raiders of Lost Ark".
Njegov glas se je pojavil tudi v videoigrah, med drugim kot Kaiser Vlad v bitkah. Kahler igral v Princa Tübingena v filmu Stanleyja Kubricka iz leta 1975 Barryja Lyndona. Leta 2000 je igral kapitana Krugerja v filmu Britannic. Leta 2001 je upodobil generala Wehrmachta v televizijskih miniserijah druge svetovne vojne, Band of Brothers. V špijunskem trilerju Firefox leta 1982 Clint Eastwood je igral predsednika KGB Jurija Andropova. Kahler je leta 2011 kot dr. Hoffmanstahl igral v filmu Sherlock Holmes: Igra senc. Leta 2017 je nastopil kot nemški poveljnik v filmu Warner Bros/DCEU Wonder Woman. 

## Filmografija

### Filmi
| Leto | Film                       | Vloga                         | Opombe          |
| ---- | -------------------------- | ----------------------------- | --------------- |
| 1975 | Barry Lyndon               | Princ Tübingen                |                 |
| 1976 | Orel je pristal            | SS Hauptsturmführer Fleischer | nekredificirano |
| 1977 | Marec ali umreti           | Prvi nemec                    |                 |
| 1978 | Fantje iz Brazilije        | Schwimmer                     |                 |
| 1979 | Pri vodnjaku               | De Gooyer                     |                 |
| 1980 | Morski volkovi             | Trompeta                      |                 |
| 1981 | Grobo rezanje              | Wolfgang Leonhard             |                 |
| 1982 | Firefox                    | Chairman                      |                 |
| 1983 | Ascendanca                 | Muller                        |                 |
| 1985 | A Zed & Two Noughts        | Felipe Arc-en-Ciel            |                 |
| 1988 | The Bourne Identity        | Zlata očala                   |                 |
| 1992 | Sijaj skozi                | Mejni poveljnik               |                 |
| 1993 | Ostanki dneva              | Nemški veleposlanik           |                 |
| 1994 | Backbeat                   | Bert Kaempfert                |                 |
| 1996 | Loch Ness                  | Dr. Muller                    |                 |
| 1997 | Ognjena luč                | Sussman                       |                 |
| 2000 | Britannic                  | Kapitan Kruger                |                 |
| 2001 | Izgubljeni bataljon        | General Von Sybel             |                 |
| 2004 | Bridget Jones: Rob razloga | Komentator                    |                 |
| 2008 | Haber                      | Ludendorff                    |                 |
| 2010 | Šanghaj                    | Nemški konzul                 |                 |
| 2011 | Sherlock Holmes: Igra senc | Dr. Hoffmanstahl              |                 |
| 2012 | Popolno strelno orožje     | Adam                          |                 |
| 2017 | Čudežna ženska             | Nemški poveljnik              |                 |

## Radio
Škrlatni Pimpernel iz Vatikana je bil prvič predvajan leta 2006 na BBC Radio4. Kahler je igral Herberta Kapplerja. To je bila drama Robina Glendinninga: vatikanski duhovnik se v svoji celici sprijazni z nacističnim vojnim zločincem, ki temelji na resničnih dogodivščinah monsinjorja Hugha O'Flahertyja.